# تیم ملی والیبال مردان ژاپن
تیم ملی والیبال مردان ژاپن (ژاپنی: 男子バレーボール日本代表 ) نماینده ژاپن در مسابقات بین المللی والیبال و مسابقات دوستانه است که توسط فدراسیون والیبال این کشور اداره می شود.
نام مستعار آنها "RYUJIN NIPPON (龍神 NIPPON)" است، به معنی "خدای اژدهای ژاپنی" یا "خدای اژدها" در ژاپنی.
تیم ملی والیبال ژاپن در رقابت‌های لیگ ملت‌های والیبال ۲۰۲۳ با خلق یک شگفتی دست به کار بزرگی زد و با شکست تمام تیم‌های ابرقدرت والیبال تاریخ ساز شد ژاپن در نهایت با شکست ایتالیا در رده سوم لیگ ملت‌های والیبال قرار گرفت.
در سال بعد نیز یعنی لیگ ملت‌های والیبال مردان ۲۰۲۴ تا فینال مسابقات بالا رفت و در نهایت مقلوب فرانسه شد.

## دست آوردها
در رقابتهای والیبال قهرمانی آسیا ژاپن با ۱۰ قهرمانی پرافتخارترین تیم آسیا است و پس از این تیم ایران و کره‌جنوبی هم هرکدام با ۴ قهرمانی در رده دوم قرار دارند.